# 于文仲
于文仲（1930年1月—），男，天津人，中国演员，北京电影学院表演学院副教授。曾在《便衣警察》、《倚天屠龙记》等30多部舞台剧、电影、电视剧中擔任不同角色。